# Волшебник Новой Зеландии
Ян Брекенбери Ченнелл (Ian Brackenbury Channell; род. 4 декабря 1932) — новозеландский преподаватель, комик, иллюзионист и оратор, более известный у себя на родине как «Волшебник» (The Wizard). Официально назначен на должность «Волшебника Новой Зеландии» (англ. The Wizard of New Zealand) премьер-министром Майком Муром в 1990 году. Правительством Новой Зеландии награждён Королевской медалью за заслуги.

## Жизнь и карьера
Волшебник Ян Брекенбери Ченнелл родился в Лондоне 4 декабря 1932 года. Начал получать образование в Фремлинхемском колледже, позднее обучался в гимназии для мальчиков Бромл (ныне школа «Равенсборн») с 1945 по 1951 г. С 1951 по 1953 год он служил в Королевских ВВС в качестве лётчика в Канаде, преподавал английскую литературу в Тегеранском университете, а в 1963 году окончил Лидсский университет с дипломом по двум профилям подготовки: психологии и социологии. Будучи студентом, Волшебник являлся членом университетской команды University Challenge (британской телевизионной викторины).
Позднее Ченнелл переезжает в Австралию, где начинает преподавать социологию в университете Нового Южного Уэльса в Сиднее. Свою методику обучения Ченнелл называл «весёлой революцией», направленной на то, чтобы принести в мир любовь, логику и легкомыслие, тем самым превратив университет в «театр абсурда». Следствием подобных идей становится увольнение Ченнелла с должности преподавателя.
Поселившись в городе Крайстчерч Новой Зеландии, Ченнелл, одетый в тёмную мантию и остроконечную шляпу, начинает читать лекции на городской площади, стоя на лестнице. Полиция и силы городского совета неоднократно предпринимают попытки его ареста, но силам общественности удаётся отстоять Волшебника. Впоследствии власти города принимают решение отгородить часть площади специально для лекций Ченнелла.

## Статус волшебника

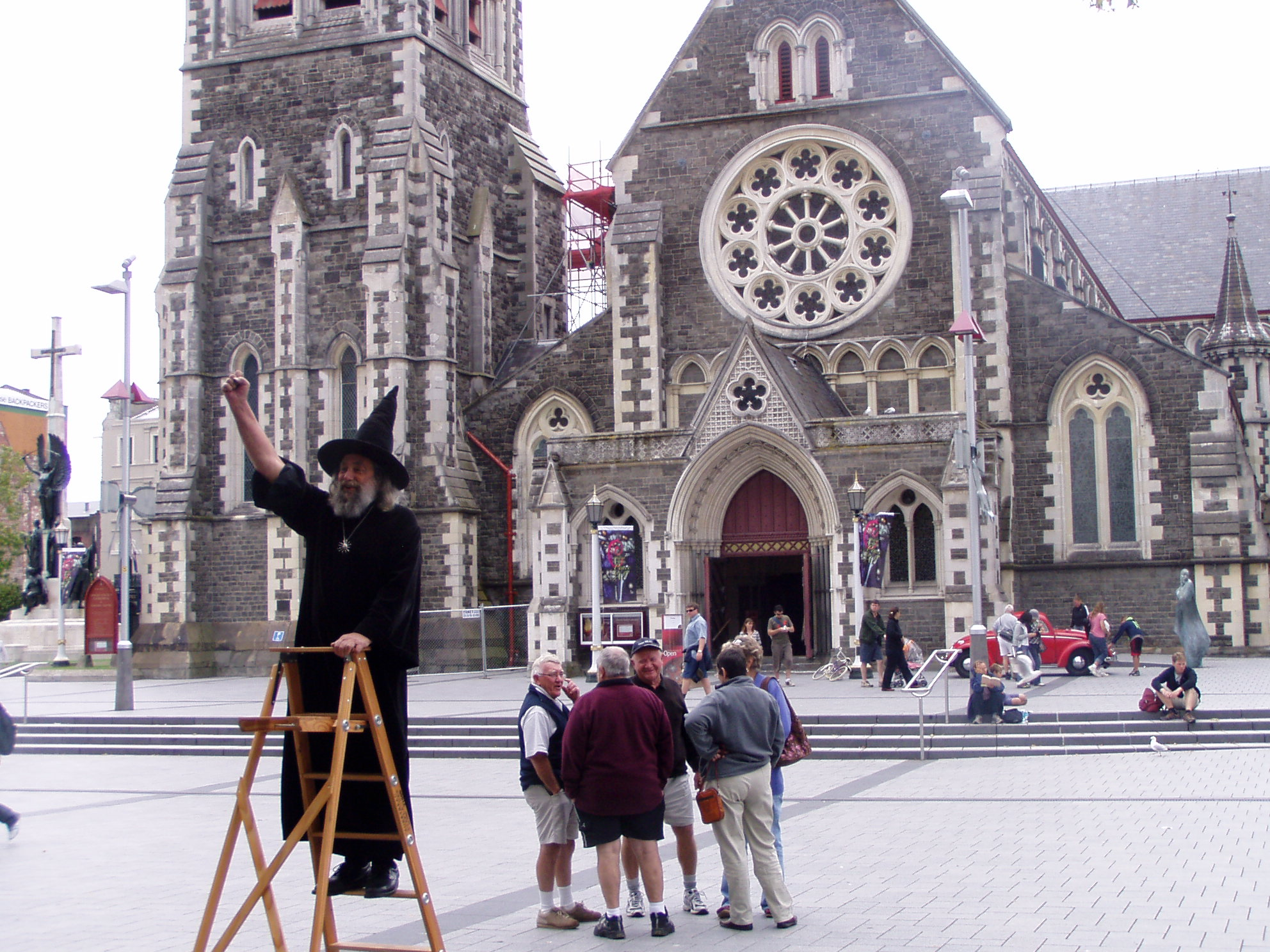
Выступление Волшебника в 2007 году

В 1982 году Ассоциация директоров художественных галерей Новой Зеландии назвала Ченнелла: «Живым произведением искусства». В 1990 году премьер-министр Майк Мур обращается к Ченнеллу с просьбой принять должность «Волшебника Новой Зеландии».

Я обеспокоен тем, что Ваше волшебство не находится в распоряжении всей нации, поэтому я предлагаю Вам срочно рассмотреть мое предложение стать Волшебником Новой Зеландии, Антарктиды и соответствующих прибрежных территорий… несомненно, это будет иметь последствия в области заклятий, благословений, проклятий и других сверхъестественных вопросов, которые находятся вне компетенции простых премьер-министров.

Первоначально Волшебник предоставлял свои услуги не взымая денег, однако в 1998 году городской совет Крайстчерча подписывает с ним рекламный контракт, ежегодная плата по которому составляет 16 000 долларов. Он также получает материальную поддержку от своей супруги Элис Флетт. В том же году выпускает автобиографическую книгу «Моя жизнь как чудо». 8 сентября 2003 года большой деревянный дом Волшебника сгорел, полиция констатировала произошедшее как поджог. Волшебнику, Элис и двум его детям удалось спастись. Автомобиль Волшебника был повреждён, обширная коллекция книг и фильмов полностью сгорела.
22 февраля 2011 года в Крайстчерче произошло землетрясение магнитудой 6,3. Событие оказало сильное влияние на Волшебника, и он заявил, что планирует уйти на пенсию и уехать из города, так как место, которое он любил, для него теперь исчезло. Но после того, как управление по ликвидации последствий землетрясения и архиепископ Кентерберийский заявили, что здание церкви на городской площади подлежит сносу, Волшебник вернулся в город, чтобы выступить против этого решения.
В 2017 году о Волшебнике вышел документальный фильм, где он высказал свою точку зрения о том, что женщины провоцируют войны в мире своими потребительскими привычками и что правительство с монархической формой правления более стабильно. Его слова были восприняты обществом неоднозначно. Работа была признана лучшим короткометражным документальным фильмом на Пекинском международном кинофестивале 2010 года и лучшим фильмом о реальных людях премии Official Best of Fest. В 2016 году в прокат вышел фильм о путешествии Волшебника к острову Чатем, расположенном в 900 километрах от Новой Зеландии.
В октябре 2021 года городской совет расторг контракт с Волшебником после двадцати лет работы. Волшебник заявил, что сожалеет, но продолжит выступления на публике.

## Выступления
Ранее Волшебник выступал на городской площади около собора с ноября по Пасху с 13-14 часов дня. Значительную часть своего времени он проводил в Оамару, городе, известном как центр искусства и ремёсел. Он присутствовал на официальном открытии аэропорта Оамару 6 августа 2006 года, где, как утверждал, успешно произнёс заклинание, чтобы разогнать туман, который мешал приземлиться первому рейсу.